# Gilbert Gaulmin
Gilbert Gaulmin est un magistrat et érudit français, né à Moulins en 1585, mort à Paris le 8 décembre 1665.

## Éléments biographiques
Il était fils d'un lieutenant criminel de Moulins, dont il hérita la charge. Après la mort de sa première femme, il vint à Paris et fut fait avocat général au Grand Conseil en 1625. Des imprudences de « libertin » le conduisirent un temps à la Bastille sous Richelieu, emprisonnement qui fut commué en un exil à Dijon sur l'intervention du prince de Condé. Il ne put revenir à Paris qu'à la mort du cardinal. Pendant la Fronde, il fut un fidèle de Mazarin et fut nommé intendant du Nivernais en 1649. Il fut ensuite maître des requêtes (et doyen de ce corps), puis conseiller d'État.
Il avait un don exceptionnel pour les langues et maîtrisa très tôt le latin et le grec : dans son édition de Rhodanthe et Dosiclès, il joint (p. 175) un poème grec qu'il composa à seize ans. En 1615, son ami Jacques-Philippe de Maussac, lui dédiant son De lapidum virtutibus, le qualifie de « pentaglotte », sachant, outre le latin et le grec, l'hébreu, l'arabe et le turc. En 1639, l'Écossais James Hume, comparant Gaulmin à Pic de la Mirandole, le loue de connaître aussi le persan et l'arménien. En 1648, le chevalier Balthazar Gerbier le crédite également de la connaissance de l'italien et de l'espagnol. Il avait appris l'arabe, d'abord auprès d'Étienne Hubert (1567-1614), médecin ordinaire du roi et professeur d'arabe au Collège royal, ensuite auprès de Gabriel Sionite, religieux maronite arrivé à Paris en 1614 et qui prit la succession d'Hubert. L'hébreu lui fut enseigné par le Juif converti Philippe d'Aquin, nommé en 1610 professeur d'hébreu au Collège royal. Une lettre de Fabri de Peiresc, datée de 1635, indique que Gaulmin avait à son service « le sieur Hazard, estudiant au mont Liban », dont il orthographie aussi le nom « Hazand », « Hazaed » ou « Hazaid » ; le nom d'auteur indiqué sur la traduction du Livre des lumières (« David Sahid d'Ispahan, ville capitale de la Perse ») est sans doute celui de cet homme.
Gaulmin faisait donc partie du cercle des érudits orientalistes de l'époque, passionné par l'étude des langues et la collection des manuscrits. Il possédait vers 1650 une bibliothèque de livres orientaux estimée vingt mille écus, qu'un moment, à l'instigation d'Isaac Vossius, il accepta de vendre à la reine Christine de Suède (mais on ne sait trop si la transaction se fit ; les livres, en tout cas, revinrent rapidement en France). Quant à sa pensée, René Pintard cite ce jugement de Saint-Évremond : « Il avait sur la religion des idées bien différentes des sentiments ordinaires » ; c'est notamment son exégèse très audacieuse des textes bibliques, « bien déconcertante pour les théologiens de son temps », qui le conduisit un temps à la Bastille. Cependant François Secret, dans un article de la Revue de l'histoire des religions, l'a analysé, non comme un « libertin » au sens d'athée, mais comme un kabbaliste chrétien (comme son contemporain Jacques Gaffarel).

## Mariage à la gaumine
On rapporte de lui un trait concernant un mariage qu'il voulut contracter à plus de soixante ans : son curé ayant refusé de le célébrer, il déclara lui-même que la demoiselle présente devenait sa femme ; on parla ensuite des « mariages à la Gaulmine ». Le mariage à la Gaumine se pratiqua beaucoup dès 1640 et était en principe validé puisqu'il obéissait aux recommandations du Concile de Trente et du décret Tametsi.
En 1685, la révocation de l'Édit de Nantes met les protestants français dans l'illégalité, ne pouvant se marier au temple (les pasteurs remplissant la fonction d'officier de l'état civil). Les enfants nés de parents protestants « non mariés à l'église » sont déclarés bâtards et ne peuvent hériter. Le mariage à la gaumine devient alors populaire parmi ceux-ci. Réaction des autorités : décision en 1692 du Parlement de Paris que la bénédiction du mariage devint obligatoire pour sa validité. La déclaration du 15 juin 1697 ordonne aux officiers royaux d'obliger les nouveaux convertis ainsi mariés "à se séparer" et privera ces unions de tous effets civils, soit au profit des prétendus conjoints, soit au profit des enfants, déclarés inhabiles à toute succession, - le Roi juge bon d'« assoupir » les poursuites contre les curés prévaricateurs qui « ménagent les mariages par de faux certificats ». Bientôt les officiers royaux s'habituèrent à réputer valides les unions à la gaumine ; les enfants sortis de ces unions étaient enregistrés sur les registres des curés "sans mention" (de bâtardise).
Le 24 mai 1717,  Mgr de Saint-Vallier lance un mandement pour condamner cette pratique et frapper d'excommunication ceux qui oseraient contracter de tels mariages.

## Œuvre
Les principales éditions de textes, avec traduction latine, qu'on lui doit, sont : le De operatione dæmonum attribué alors à Michel Psellos (1615) ; Les amours d'Ismène et d'Isménias, d'Eustathe Macrembolite (1617) ; Les amours de Rhodanthe et de Dosiclès de Théodore Prodrome (1625) ; le De vita et morte Mosis (texte anonyme en hébreu, 1629). Mais sa publication la plus célèbre est le Livre des lumières en la conduite des rois composé par le sage Pilpay (1644), dédié au chancelier Séguier par « David Sahid d'Ispahan », traduction en français d'une version persane du Livre de Kalîla et Dimna, qui popularisa en France les « fables de Pilpay ».